# Джангар (епос)
«Джангар» (калм. Җаңhp) — калмицький фольклорний героїчний епос, що оповідає про країну щастя і благоденства Бумбе (Бумба) і подвиги її богатирів. Пройнятий духом героїзму і патріотизму, епос за своїми художніми якостями належить до кращих зразків усно-поетичної творчості. «Джангар» і джангарчі (рапсоди, які виконували його) користувалися величезною любов'ю і повагою в народі. Поширений також серед інших груп ойрайтів. Центральний персонаж відомий і під іншими іменами: Джангарай, Джунра, Джунгар, Жангар (бурят.). Ім'я Джангар асоціюється із Джунгарським ханством, проте зв'язок між словами не є доведеним.

## Дослідження
Перша письмова згадка про епос датується 1804 роком, коли лютеранський пастор, письменник і перекладач Бенджамін Бергманн видав у Ризі німецькою мовою свою працю «Кочові мандри серед калмиків у 1802-1803 роках».
XV ст. є приблизним часом утворення епосу, проте наукового консенсусу щодо точного часу немає.
У Калмицькому інституті гуманітарних досліджень РАН існує дисципліна Джангароведення, що займається відновленням тексту епічних пісень та дослідженнями епосу в контексті різних гуманітарних наукових дисциплін.

## Сюжет
«Джангар» складається з різних пісень, тісно пов'язаних між собою. Історія розповідає про героїчні подвиги хана Джангара та його дванадцяти воїнів: як вони будують ханський палац, як перемагають загарбників, як завойовують чужі території, як за велінням долі сватаються до прекрасних дівчин і одружуються з ними. Кожна пісня є певною мірою самостійною історією про одну чи кілька пригод цих воїнів, але вони також мають загальну структуру та основні елементи. Вступна пісня надає основну інформацію про королівство, палац хана Джангара, його незрівнянні подвиги, його видатних воїнів та його шляхетну даму.

## Сприйняття
У Елісті проходить національно-культурне святкування «Джангаріада», присвячене епосу.
Разом із тибетським епосом «Цар Гесер» та киргизьким «Манасом», офіційно вважається владою Пекіна одним із трьох великих епосів давньої китайської літератури. У 2014 році в Хобоксар-Монгольському автономному повіті було відкрито «Джангарський палац культури та мистецтв» (кит.: 江格尔文化艺术宫).